# Hohe Mut

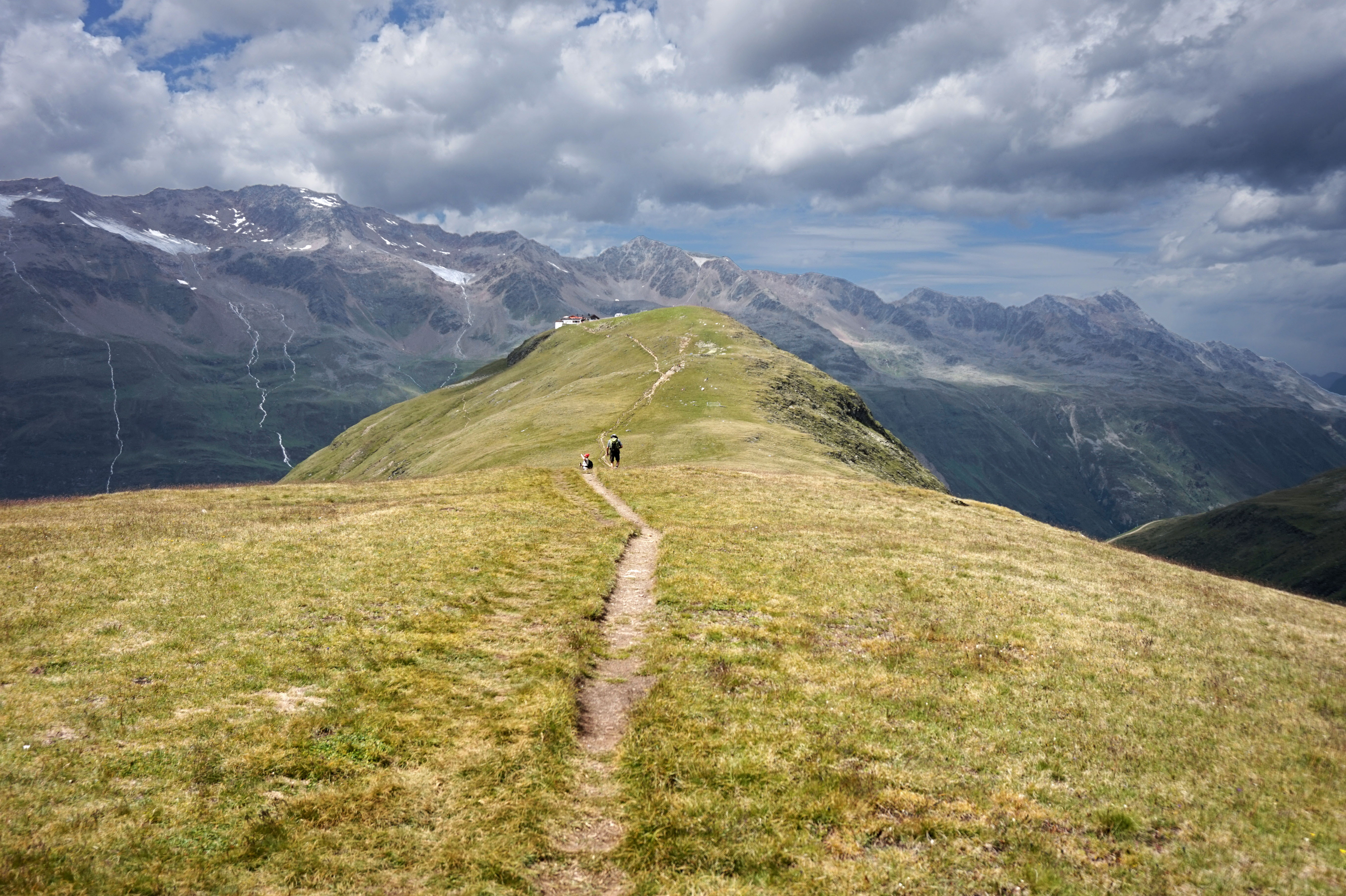
Blick von Südosten (Mutsattel) zur Hohen Mut

Die Hohe Mut ist ein 2653 m ü. A. hoher Berg in den Ötztaler Alpen in Tirol.

## Lage und Umgebung
Die Hohe Mut liegt südwestlich von Obergurgl als nördlichster Gipfel des Kamms zwischen Gaisbergtal und Rotmoostal. Sie fällt im Nordwesten in Stufen zur Gurgler Ache, im Nordosten steil zum Gaisbergtal und im Südwesten zum Rotmoostal ab. In südöstlicher Richtung zieht ein schmaler, leicht gerundeter Rücken über den Mutsattel (2556 m) zum Kirchenkogel (3280 m). Der Bereich südlich und östlich des Gipfels liegt im Ruhegebiet Ötztaler Alpen. Am nördlichen Hangfuß erstreckt sich von der Gurgler Ache bis in 2180 m ein als Naturdenkmal geschützter Zirbenwald.

## Geologie
Die Hohe Mut liegt in der Nähe der Grenze zwischen Ötztal-Stubai-Kristallin und dem Schneeberg-Komplex. Sie besteht vorwiegend aus sauer verwitternden Paragneisen und Glimmerschiefern.

## Erschließung
Die Hohe Mut ist an der Nordseite von Obergurgl aus als Schigebiet erschlossen. 1953 wurde der erste Sessellift errichtet. Heute führt die Hohe-Mut-Bahn, eine 8er-Einseilumlaufbahn, in zwei Sektionen bis knapp unter den Gipfel.